# Castello di Monticello
Il castello di Monticello è un fortilizio situato nell'omonima frazione del comune italiano di Gazzola, in provincia di Piacenza.
Il castello è situato in una posizione strategica sul crinale che divide la val Trebbia dalla val Luretta a 540 m s.l.m. d'altezza.

## Storia
Il castello di Monticello viene citato per la prima volta nel 1372, quando venne occupato da parte delle truppe fedeli al Papa durante una sommossa anti-viscontea, venendo difeso, durante questo episodio, da parte della famiglia Arcelli, la quale, negli anni successivi ne mantenne il possesso, fino ad arrivare alla nomina a cofeudatari, avvenuta nel 1452. Diventato di proprietà del ramo di Monteventano della famiglia nobile, nel XVI secolo da questo ramo derivò, nella persona del conte Achille Arcelli, il ramo degli Arcelli di Monticello, il cui primo membro fu il figlio Antonio Maria Arcelli.
Nel 1633 il maniero venne concesso da parte del duca di Parma e Piacenza Odoardo I Farnese a Pier Luigi Borghi, presidente della Camera di Parma. Nel 1647 la famiglia Borghi riuscì a farsi concedere da parte del magistrato camerale farnesiano il diritto all'acquisto di tre delle cinque porzioni in cui era diviso il feudo di Monticello e Monteventano. In seguito, nel XVIII secolo, ritornò tra le proprietà di un ramo della famiglia Arcelli, gli Arcelli Fontana, insieme al castello di Monteventano.
Durante la seconda guerra mondiale, nell'ambito della resistenza partigiana, nella notte tra il 15 e il 16 aprile del 1945 fu teatro di una violenta battaglia, tra le più importanti della resistenza sul territorio piacentino, tra le formazioni partigiane, comandate da Gino Cerri, detto Cicogna, asserragliate all'interno dell'edificio, e le truppe nazifasciste che lo avevano circondato.
Intorno alle 3.30 i circa 30 partigiani presenti all'interno del castello vennero circondati da una forza composta da circa 400 effettivi parte delle brigate nere di Mantova e delle SS italiane armati di armi pesanti, mitragliatori e panzerfaust. Nonostante la superiorità numerica, gli assalti per la conquista del castello, durante i quali vennero date alle fiamme alcune costruzioni rurali addossate al maniero, non ebbero esiti positivi fino alla mattinata quando, dal castello di Monteventano, giunse una squadra partigiana capitanata da Lino Vescovi, detto il Valoroso, mentre dalla val Tidone arrivò un gruppo di rinforzi sotto il comando di Cesare Rabaiotti, detto il Moro.
Grazie all'arrivo di queste truppe, nonché al fuoco di un mortaio piazzato in posizione strategica al di sopra di un'altura non lontano dalla località di San Giorgio, le truppe partigiane riuscirono a respingere definitivamente l'assalto; in questa fase degli scontri trovò la sua morte Lino Vescovi, colpito, secondo alcune ipotesi dal fuoco amico, mentre conduceva una carica contro le truppe avversarie poste nei pressi del castello.
Divenuto di proprietà privata, il castello ospita la sede di un'azienda agricola; le porzioni dell'edificio in uso si presentano in buono stato di conservazione, mentre le parti non in uso sono in condizioni piuttosto precarie e rischiano il crollo.

## Struttura
Il castello, che condivide alcuni elementi di somiglianza con i vicini manieri di Rezzanello e Momeliano, presenta una pianta rettangolare con quattro torri in posizione angolare; tre delle quali a base rotonda caratterizzate da una rastrematura verso l'alto, mentre la quarta è caratterizzata da una base quadrata. Il complesso si estende intorno a due cortili interni, caratterizzati da dimensioni diverse tra di loro, sui quali danno i principali corpi di fabbrica.
L'accesso al primo cortile interno, posto lungo il lato est della costruzione, è possibile tramite una torretta a base quadrangolare, originariamente dotata di ponte levatoio, del quale sono ancora visibili le tracce lasciate dai bolzoni. Il complesso presenta elementi architettonici tra loro disomogenei, indice del fatto che la costruzione fu divisa in varie fasi: all'iniziale realizzazione di un borgo fortificato sarebbe, poi, la costruzione di ulteriori torri e cortine difensive. Con l'adattamento dell'edificio ad un utilizzo agricolo e rurale, diverse costruzioni atte a queste funzioni sono state addossate al suo profilo, contribuendo a mutarne l'originario aspetto ingentilendone le forme.
Nei pressi della fortificazione si erge la chiesa di Santa Maria Maddalena e Santo Stefano Protomartire, originariamente costruita nel corso del XIV secolo con la funzione di oratorio del castello.